# Magdalena Neunerová
Magdalena Neunerová, nepřechýleně Neuner, provdaná Holzer (* 9. února 1987, Garmisch-Partenkirchen), je bývalá německá biatlonistka.

## Sportovní kariéra
Magdalena Neunerová je dvojnásobná olympijská vítězka, dvanáctinásobná mistryně světa a po Petře Behle druhá nejmladší německá mistryně světa. Na mistrovství světa 2007 v italské obci Rasen-Antholz, při své premiéře na seniorském šampionátu, získala tři zlaté medaile v disciplínách: stíhací závod, sprint a štafeta. V roce 2008 získala na mistrovství světa v Östersundu ve Švédsku také tři medaile, a to v závodu s hromadným startem, ve štafetě a smíšené štafetě. V sezoně 2007/2008 vyhrála celkové hodnocení Světového poháru a stala se tak nejmladší držitelkou tohoto titulu.
Velký glóbus za celkové vítězství získala ještě dvakrát - v sezonách 2011/12 a 2009/10. V sezoně 2008/09 se jí nedařilo jako obvykle, ale přesto získala jednu medaili na mistrovství světa, a to ve štafetě. V olympijské sezoně se opět vzepjala ke skvělým výkonům, díky práci s psychologem ustálila střelbu a dočkala se dvou zlatých a jedné stříbrné medaile na Olympijských hrách ve Vancouveru. Do dalších sezón jen těžko hledala motivaci, protože již ve 23 letech vyhrála úplně vše, ale přesto pokračovala kvůli domácímu mistrovství světa v roce 2012. Další tři zlaté a dvě stříbrné medaile přidala v Chanty-Mansijsku na mistrovství světa v roce 2011, které si všichni pamatují díky jejímu heroickému běžeckému výkonu v posledním kole štafetového závodu, kdy vymazala velký 24sekundový náskok ukrajinské štafety po poslední střelbě.
Před sezonou 2011/12 avizovala ukončení kariéry, protože jí chyběla motivace a chtěla žít normální život. Mistrovství světa v Ruhpoldingu se neslo v duchu velkého loučení s touto nejlepší biatlonistkou historie. A nutno říct, že se šampionát velmi povedl. Populární "Lena" pomohla hned v úvodu mistrovství ke třetímu místu smíšené štafety, která sice do poslední chvíle útočila na zlato, ale Arnd Peiffer pokazil poslední dobíjenou ránu na střelbě ve stoje. Nálada německých fanoušků vyletěla strmě vzhůru další den, kdy Neunerová vybojovala zlato ve své oblíbené disciplíně - ve sprintu (v nejkratší biatlonové disciplíně získala ve své poslední sezoně sedm zlatých medailí z devíti závodů). Zlato ze stíhacího závodu si sice odpálila na poslední střelbě ve stoje, ale pomohla k emotivnímu vítězství ženské štafety. Naposledy se s fanoušky rozloučila na stadionu Schalke v prosinci 2012, kdy jí tleskalo více než čtyřicet tisíc lidí.

## Soukromý život
V současnosti působí jako expertka pro německé televize. Je provdaná za tesařského mistra Josefa Holzera (* 12. února 1987) a má s ním tři děti, dva syny a jednu dceru..

## Výsledky

### Olympijské hry a mistrovství světa
| Sezóna  | D   | Místo           | SP  | SZ  | HZ  | IZ  | ŠT | SŠT | Věk    |
| ------- | --- | --------------- | --- | --- | --- | --- | -- | --- | ------ |
| 2006/07 | MS  | Anterselva      | 1.  | 1.  | 14. | –   | 1. | –   | 20 let |
| 2007/08 | MS  | Östersund       | 17. | 6.  | 1.  | –   | 1. | 1.  | 21 let |
| 2008/09 | MS  | Pchjongčchang   | 8.  | 11. | 7.  | –   | 2. | –   | 22 let |
| 2009/10 | ZOH | Vancouver       | 2.  | 1.  | 1.  | 10. | –  | ×   | 23 let |
| 2009/10 | MS  | Chanty-Mansijsk | ×   | ×   | ×   | ×   | ×  | 1.  | 23 let |
| 2010/11 | MS  | Chanty-Mansijsk | 1.  | 2.  | 1.  | 5.  | 1. | 2.  | 24 let |
| 2011/12 | MS  | Ruhpolding      | 1.  | 2.  | 8.  | 23. | 1. | 3.  | 25 let |

Poznámka: Výsledky z mistrovství světa se započítávaly do celkového hodnocení světového poháru, výsledky z olympijských her se dříve započítávaly, od olympijských her v Soči se nezapočítávaly.

### Světový pohár

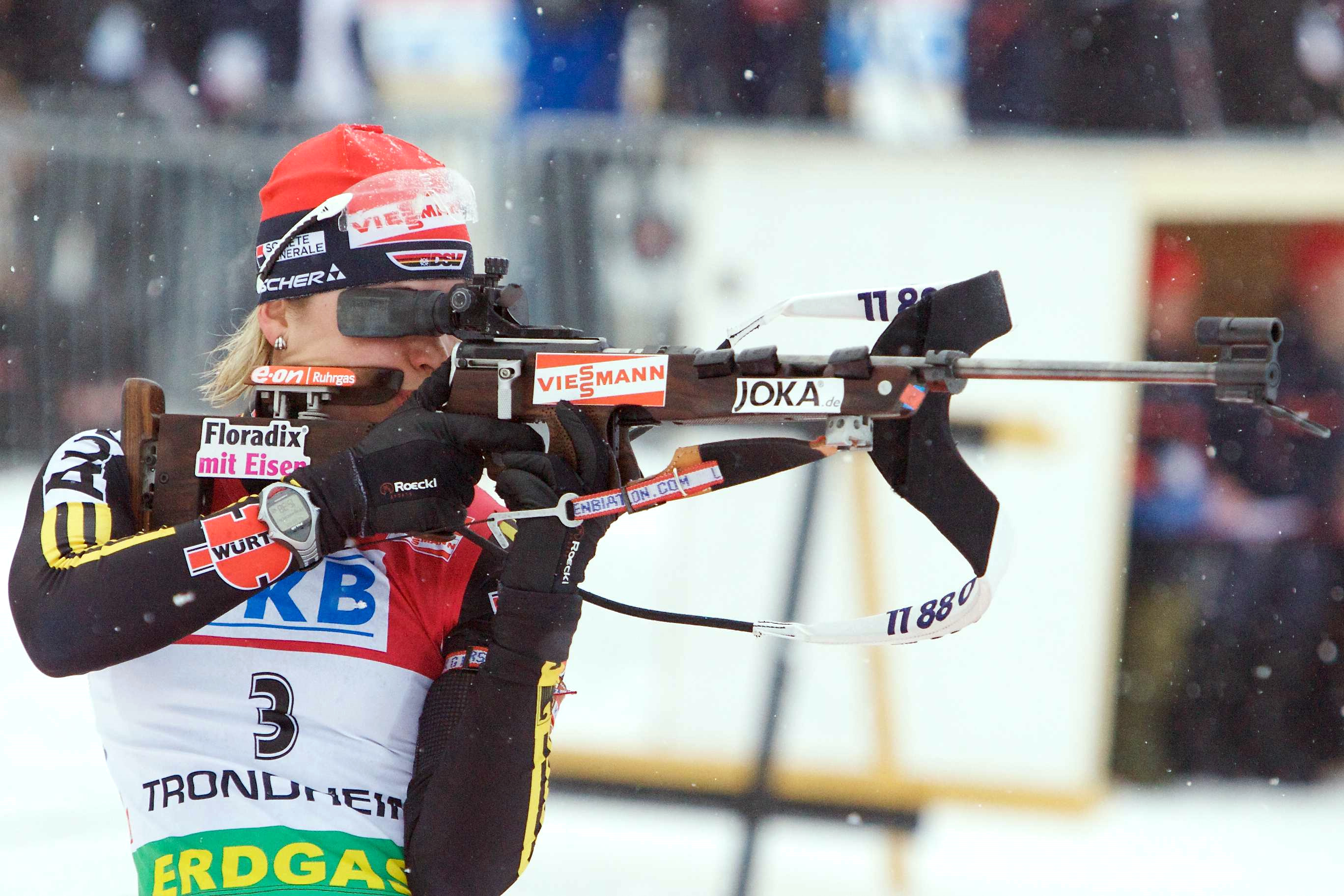
Při střelbě vestoje během podniku v norském Trondheimu v sezóně 2008/09

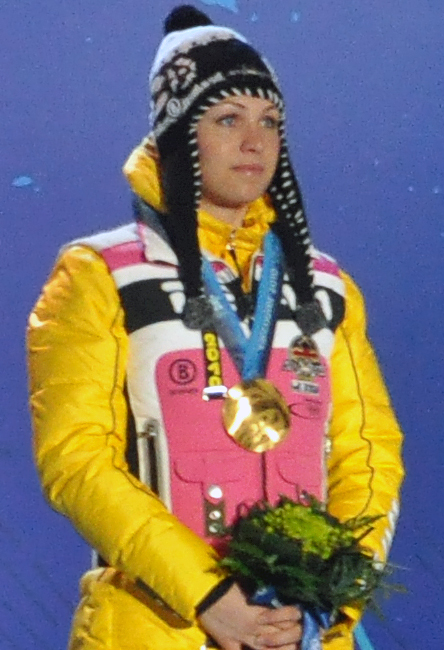
Během slavnostního předávání medailí po stíhacím závodě na olympiádě v kanadském Vancouveru v roce 2010

Sezóna 2005/06
| ČSP              | Místo            | SP             | SZ           | HZ           | IZ           | ŠT           | SŠT          | STŘ          |
| ---------------- | ---------------- | -------------- | ------------ | ------------ | ------------ | ------------ | ------------ | ------------ |
| 5.               | Ruhpolding       | 41.            | 21.          | –            | –            | –            | –            | –            |
| 6.               | Anterselva       | 19.            | 11.          | –            | –            | –            | –            | –            |
| 7.               | Pokljuka         | nestartovala   | nestartovala | nestartovala | nestartovala | nestartovala | nestartovala | nestartovala |
| 8.               | Kontiolahti      | 4.             | 20.          | 9.           | –            | –            | –            | –            |
| 9.               | Oslo             | 18.            | 13.          | 25.          | –            | –            | –            | –            |
| Celkové umístění | Celkové umístění | 33.            | 30.          | 30.          | –            | –            | –            | 78%          |
| Celkové umístění | Celkové umístění | 164 bodů (34.) |              |              |              | –            | –            | 78%          |

Sezóna 2006/07
| ČSP              | Místo            | SP            | SZ  | HZ  | IZ  | ŠT | SŠT | STŘ |
| ---------------- | ---------------- | ------------- | --- | --- | --- | -- | --- | --- |
| 1.               | Östersund        | 15.           | 7.  | –   | 33. | –  | –   | –   |
| 2.               | Hochfilzen       | 27.           | 8.  | –   | –   | 2. | –   | –   |
| 3.               | Hochfilzen       | 9.            | –   | –   | –   | –  | –   | –   |
| 4.               | Oberhof          | 1.            | 3.  | –   | –   | –  | –   | –   |
| 5.               | Ruhpolding       | 16.           | –   | 15. | –   | 2. | –   | –   |
| 6.               | Pokljuka         | 10.           | 9.  | –   | –   | -  | –   | –   |
| 7.               | Lahti            | 24.           | 40. | –   | 6.  | –  | –   | –   |
| 8.               | Oslo             | 3.            | 1.  | 1.  | –   | –  | –   | –   |
| 9.               | Chanty-Mansijsk  | 1.            | 1.  | 8.  | –   | –  | –   | –   |
| Celkové umístění | Celkové umístění | 4.            | 2.  | 10. | 25. | 2. | –   | 74% |
| Celkové umístění | Celkové umístění | 720 bodů (4.) |     |     |     | 2. | –   | 74% |

Sezóna 2007/08
| ČSP              | Místo            | SP            | SZ  | HZ | IZ  | ŠT | SŠT | STŘ |
| ---------------- | ---------------- | ------------- | --- | -- | --- | -- | --- | --- |
| 1.               | Kontiolahti      | 7.            | 17. | –  | 30. | –  | –   | –   |
| 2.               | Hochfilzen       | 12.           | 4.  | –  | –   | –  | –   | –   |
| 3.               | Pokljuka         | 3.            | –   | –  | 7.  | 1. | –   | –   |
| 4.               | Oberhof          | 3.            | –   | 1. | –   | –  | –   | –   |
| 5.               | Ruhpolding       | 11.           | 16. | –  | –   | 1. | –   | –   |
| 6.               | Anterselva       | 8.            | 4.  | 4. | –   | –  | –   | –   |
| 7.               | Pchjongčchang    | 1.            | 6.  | –  | –   | –  | –   | –   |
| 8.               | Chanty-Mansijsk  | 1.            | 5.  | 2. | –   | –  | –   | –   |
| 9.               | Oslo             | 7.            | 7.  | 9. | –   | –  | –   | –   |
| Celkové umístění | Celkové umístění | 1.            | 5.  | 1. | 20. | 1. | –   | 73% |
| Celkové umístění | Celkové umístění | 818 bodů (1.) |     |    |     | 1. | –   | 73% |

Sezóna 2008/09
| ČSP              | Místo            | SP            | SZ  | HZ  | IZ | ŠT | SŠT | STŘ |
| ---------------- | ---------------- | ------------- | --- | --- | -- | -- | --- | --- |
| 1.               | Östersund        | 3.            | 17. | –   | 3. | –  | –   | –   |
| 2.               | Hochfilzen       | 19.           | 27. | –   | –  | –  | –   | –   |
| 3.               | Hochfilzen       | 5.            | –   | –   | 6. | 1. | –   | –   |
| 4.               | Oberhof          | 11.           | –   | 4.  | –  | –  | –   | –   |
| 5.               | Ruhpolding       | 1.            | 1.  | –   | –  | 1. | –   | –   |
| 6.               | Anterselva       | 14.           | 8.  | 6.  | –  | –  | –   | –   |
| 7.               | Vancouver        | 2.            | –   | –   | 4. | 1. | –   | –   |
| 8.               | Trondheim        | 25.           | 18. | 14. | –  | –  | –   | –   |
| 9.               | Chanty-Mansijsk  | 4.            | 1.  | 12. | –  | –  | –   | –   |
| Celkové umístění | Celkové umístění | 2.            | 5.  | 8.  | 1. | 1. | –   | 75% |
| Celkové umístění | Celkové umístění | 891 bodů (4.) |     |     |    | 1. | –   | 75% |

Sezóna 2009/10
| ČSP              | Místo            | SP            | SZ           | HZ           | IZ           | ŠT           | SŠT          | STŘ          |
| ---------------- | ---------------- | ------------- | ------------ | ------------ | ------------ | ------------ | ------------ | ------------ |
| 1.               | Östersund        | nestartovala  | nestartovala | nestartovala | nestartovala | nestartovala | nestartovala | nestartovala |
| 2.               | Hochfilzen       | 19.           | 28.          | –            | –            | –            | –            | –            |
| 3.               | Pokljuka         | 3.            | 2.           | –            | 18.          | –            | –            | –            |
| 4.               | Oberhof          | nestartovala  | nestartovala | nestartovala | nestartovala | nestartovala | nestartovala | nestartovala |
| 5.               | Ruhpolding       | 3.            | –            | 3.           | –            | 4.           | –            | –            |
| 6.               | Anterselva       | 1.            | 2.           | –            | 1.           | –            | –            | –            |
| 7.               | Kontiolahti      | 5.            | 2.           | –            | –            | –            | 2.           | –            |
| 8.               | Oslo             | 6.            | 8.           | 3.           | –            | –            | –            | –            |
| 9.               | Chanty-Mansijsk  | 8.            | –            | 1.           | –            | –            | 1.           | –            |
| Celkové umístění | Celkové umístění | 2.            | 1.           | 1.           | 6.           | 2.           | –            | 81%          |
| Celkové umístění | Celkové umístění | 933 bodů (1.) |              |              |              | 2.           | –            | 81%          |

Sezóna 2010/11
| ČSP              | Místo            | SP            | SZ           | HZ           | IZ           | ŠT           | SŠT          | STŘ          |
| ---------------- | ---------------- | ------------- | ------------ | ------------ | ------------ | ------------ | ------------ | ------------ |
| 1.               | Östersund        | nestartovala  | nestartovala | nestartovala | nestartovala | nestartovala | nestartovala | nestartovala |
| 2.               | Hochfilzen       | 7.            | 7.           | –            | –            | 1.           | –            | –            |
| 3.               | Pokljuka         | 1.            | –            | –            | 8.           | –            | –            | –            |
| 4.               | Oberhof          | 2.            | –            | 9.           | –            | 6.           | –            | –            |
| 5.               | Ruhpolding       | 3.            | 8.           | –            | 16.          | –            | –            | –            |
| 6.               | Anterselva       | –             | –            | 6.           | –            | –            | –            | –            |
| 7.               | Presque Isle     | 6.            | 4.           | –            | –            | –            | 1.           | –            |
| 8.               | Fort Kent        | 3.            | 2.           | 1.           | –            | –            | –            | –            |
| 9.               | Oslo             | 1.            | –            | 6.           | –            | –            | –            | –            |
| Celkové umístění | Celkové umístění | 1.            | 6.           | 2.           | 14.          | 1.           | 2.           | 81%          |
| Celkové umístění | Celkové umístění | 952 bodů (5.) |              |              |              | 1.           | 2.           | 81%          |

Sezóna 2011/12
| ČSP              | Místo                | SP             | SZ  | HZ | IZ | ŠT | SŠT | STŘ |
| ---------------- | -------------------- | -------------- | --- | -- | -- | -- | --- | --- |
| 1.               | Östersund            | 1.             | 3.  | –  | 3. | –  | –   | –   |
| 2.               | Hochfilzen           | 1.             | 3.  | –  | –  | 6. | –   | –   |
| 3.               | Hochfilzen           | 4.             | 12. | –  | –  | –  | –   | –   |
| 4.               | Oberhof              | 1.             | –   | 1. | –  | 4. | –   | –   |
| 5.               | Nové Město na Moravě | 3.             | 7.  | –  | 3. | –  | –   | –   |
| 6.               | Anterselva           | 1.             | –   | 3. | –  | 6. | –   | –   |
| 7.               | Oslo                 | 1.             | 1.  | –  | –  | –  | –   | –   |
| 8.               | Kontiolahti          | 1.             | 2.  | –  | –  | –  | –   | –   |
| 9.               | Chanty-Mansijsk      | 1.             | 4.  | 6. | –  | –  | –   | –   |
| Celkové umístění | Celkové umístění     | 1.             | 2.  | 7. | 4. | 4. | 3.  | 79% |
| Celkové umístění | Celkové umístění     | 1216 bodů (1.) |     |    |    | 4. | 3.  | 79% |

### Juniorská mistrovství
| Sezóna  | D   | Místo           | SP           | SZ           | IZ           | ŠT           | Věk          |
| ------- | --- | --------------- | ------------ | ------------ | ------------ | ------------ | ------------ |
| 2003/04 | MSJ | Haute Maurienne | 1.           | 2.           | –            | 1.           | 17 let       |
| 2004/05 | MSJ | Kontiolahti     | 1.           | 2.           | 4.           | 2.           | 18 let       |
| 2005/06 | MSJ | Presque Isle    | 2.           | 1.           | 7.           | 1.           | 19 let       |
| 2006/07 | MSJ | Martell         | nestartovala | nestartovala | nestartovala | nestartovala | nestartovala |
| 2007/08 | MSJ | Ruhpolding      | 1.           | 1.           | –            | –            | 21 let       |

### Ostatní
- 2003 / 2004 – trojnásobná mistryně Německa v juniorech
- 2006 – bronz ve štafetě na mistrovství Evropy